# Túy Phượng
Túy Phượng (1939 - 2001) là một nghệ sĩ Việt Nam.

## Tiểu sử
Túy Phượng sinh năm 1939 tại Bạc Liêu với tên khai sinh là Nguyễn Thị Kim Phụng, là ái nữ kịch sĩ Túy Hoa.
Năm 1945, do hoàn cảnh chiến tranh, mẹ con bà phải dắt díu nhau sang Kampuchea kiếm kế sinh nhai. Tại Phnôm Pênh, bà Túy Hoa bắt đầu đi hát tại vũ trường Rex trong ban nhạc Tony Murena. Trong một lần gánh Mộng Vân du diễn, ông bầu đã xin kí hợp đồng với nghệ sĩ Túy Hoa, mẹ con lại về hẳn Sài Gòn định cư. Thuở nhỏ, cô Túy Phượng học trường nhà trắng Tân Định rồi Chí Thanh học hiệu, Đông Tây học đường...
Năm 15 tuổi, dưới sự hướng dẫn của mẹ và cha dượng là Anh Lân (bầu gánh Dân Nam), Túy Phượng sớm khẳng định vị trí hàng đầu tại đoàn nhà. Trong một cuộc bầu chọn tài tử được yêu mến do báo Công Nhân của ông Trần Tấn Quốc tổ chức, Túy Phượng và Vân Hùng nhận số phiếu cao nhất.
Đến năm 1957, Túy Phượng lại đoạt "hoa hậu Đông Phương" do hãng Đông Phương điện ảnh tổ chức. Từ đây cô có biệt danh Hoa hậu Lambretta, vì cuộc thi này do hãng Lambretta tài trợ. Từ lúc này, cô lấn sang đóng điện ảnh.
Sự nghiệp Túy Phượng từ đầu thập niên 1960 thăng hoa rực rỡ nhờ mẹ đỡ đầu Bích Thuận và danh ca Mộc Lan huấn luyện. Tuy nhiên, so với nhiều giọng ca thời thượng khác, Túy Phượng được cho là không nổi bật, nhưng cô có khiếu trình diễn những màn vũ đạo bốc lửa. Đương thời, khi trào lưu kích động nhạc tràn vào Việt Nam, Túy Phượng được báo giới mệnh danh là "nữ hoàng Twist". Mặc dù vậy, sự nghiệp trình diễn vũ đạo này chóng lụi tàn, thế vào đó, Túy Phượng cùng Tùng Lâm, Tùng Giang lập Tam ca Muôn Phương và hoạt động trong gánh Dân Nam. Ban thường chọn lối ăn vận Nam Mỹ, trình diễn các ca khúc Latin sôi động: Tùng Lâm đánh guitar, Tùng Giang chơi congo, còn Túy Phượng lắc tamburan.
Sau sự kiện 30 tháng 04, gánh Dân Nam đổi tên thành Đoàn văn nghệ Tân Dân Nam. Túy Phượng trở thành gương mặt ưu tú tại các đoàn Tân Dân Nam, Ca múa nhạc Hậu Giang, Tiếng ca Minh Hải và thường lưu diễn toàn quốc.
Kể từ năm 1995, khi kịch sĩ Túy Hoa tạ thế, nghệ sĩ Túy Phượng bớt dần các hoạt động quần chúng và chuyển sang diễn băng từ. Bà mất tại Sài Gòn ngày 13 tháng 11 năm 2001 và được gia đình hỏa thiêu tại Bình Hưng Hòa.

## Sự nghiệp

### Sân khấu
- Trà hoa nữ
- Người mẹ tội lỗi
- Đứa con chị bếp
- Ảo ảnh
- Yêu trong bóng tối
- Nhạc lòng năm cũ
- Áo người trinh nữ

### Điện ảnh
- Tình quê ý nhạc (1958, Mỹ Vân điện ảnh): Vai Cúc
- Thạch Sanh - Lý Thông (Văn Thế điện ảnh): Công chúa
- Bích Câu kỳ ngộ (Alpha Films): Thị Lụa
- Ánh sáng đô thành (phim Philippines)

### Băng từ
- Đắc Kỷ ho gà
- Hai Nhái khoái vợ bé
- Con Tấm - Con Cám